# Gaivoukida
Gaivoukida est une localité du Cameroun située dans le département du Mayo-Tsanaga et la Région de l'Extrême-Nord, dans les monts Mandara, à proximité de la frontière avec le Nigeria. Elle fait partie de la commune de Koza  et du canton de Gaboua.
Le glavda est parlée dans le village de Gaivoukida (Gelvaxdaxa).

## Population
Lors du recensement de 2005, on y a dénombré 2 538 personnes.